# Ausbauprogramm für das Netz der Deutschen Bundesbahn
Das Ausbauprogramm für das Netz der Deutschen Bundesbahn war ein Ende 1970 vorgestelltes Programm für den Ausbau des Schienennetzes der Deutschen Bundesbahn.
Das Programm wurde vom Vorstand der DB dem Bundesverkehrsministerium als Beitrag zu einem koordinierten Bundesverkehrswegeplan vorgelegt. Es umfasste erstmals in größerem Umfang den Neubau von Strecken.

## Geschichte
Im August 1970 billigten Vorstand und Verwaltungsrat das Ausbauprogramm. Im September 1970 wurde es dem Bundesverkehrsminister als Beitrag zu dem Bundesverkehrswegeplan vorgelegt. Ende 1970 wurde es vom Vorstand der DB der Öffentlichkeit vorgestellt.
Der Anfang der 1970er Jahre in Vorbereitung befindliche erste Bundesverkehrswegeplan (Bundesverkehrswegeplan 1973) hätte aufgrund der Dringlichkeit, neuen Verkehrsbedürfnissen gerecht zu werden, nicht abgewartet werden können.
Die dem Programm zu Grunde liegenden Prognosen erwarteten einen langsamen, stetigen Anstieg der Bevölkerung in Europa bei gleichzeitigem Anstieg von Lebensstandard und Arbeitsplätzen. Dadurch sollte der Verkehrsbedarf sowohl im Personenverkehr (Fahrten pro Kopf) als auch der Güterverkehr (durch stärkere räumliche Gliederung und Verteilung der Produktionsstätten) zunehmen. Dieses wachsenden Verkehrsbedürfnissen stand ein weitgehend aus dem 19. Jahrhundert stammendes Verkehrswegenetz der Deutschen Bundesbahn gegenüber. Weder sei die Linienführung für höhere, marktgerechte Geschwindigkeiten geeignet gewesen, noch sei die Kapazität einiger Strecken ausreichend gewesen. Auch große Personen- und Rangierbahnhöfen hätten an den Grenzen ihrer Leistungsfähigkeit gestanden und über keine Reserven für erwartete Verkehrszuwächse mehr verfügt. Darüber hinaus seien die Anlagen des kombinierten Verkehrs unzureichend gewesen.
In den 1950er und 1960er Jahren war bei den deutschen und europäischen Eisenbahnen eine Verbesserung der Leistungsfähigkeit und Wirtschaftlichkeit durch vielfältige Maßnahmen erreicht worden (z. B. Ersatz der Dampf- durch Elektrotraktion, selbsttätige Gleisfreimeldung u. a.).

## Geplante Maßnahmen
Durch ein Netz von Neu- und Ausbaustrecken sollten Reisezeiten zwischen fast allen großen Wirtschaftszentren der Bundesrepublik ermöglicht werden, um Hin- und Rückfahrt an einem Tag erledigen zu können. In Verbindung mit dem Ausbau von Rangierbahnhöfen sollten die Kapazitätsreserven des neuen Netzes im Güterverkehr die Transportzeiten zwischen zwei beliebigen Orten der BRD auf höchstens 40 Stunden begrenzen. Gleichzeitig sollten zahlreiche Relationen im Nachtsprung bedient werden können.
Darüber hinaus war eine systematische Verbesserung der Oberbaus, der Einbau neuer Signaltechnik (1.200 neue Relaisstellwerke, 7.500 zusätzliche Streckenkilometer mit Selbstblock), die Elektrifizierung von Verbindungsstrecken (rund 3.000 km) geplant. Eine Erweiterung des Lichtraumprofils wurde erwogen. Auch Bahnübergänge im Bereich von Straßen sollten beseitigt werden. Durch den Ausbau von 19 Rangierbahnhöfen sollte deren Leistungsfähigkeit von 180.000 auf 220.000 Wagen pro Tag gesteigert werden.

### Ergänzungsstrecken

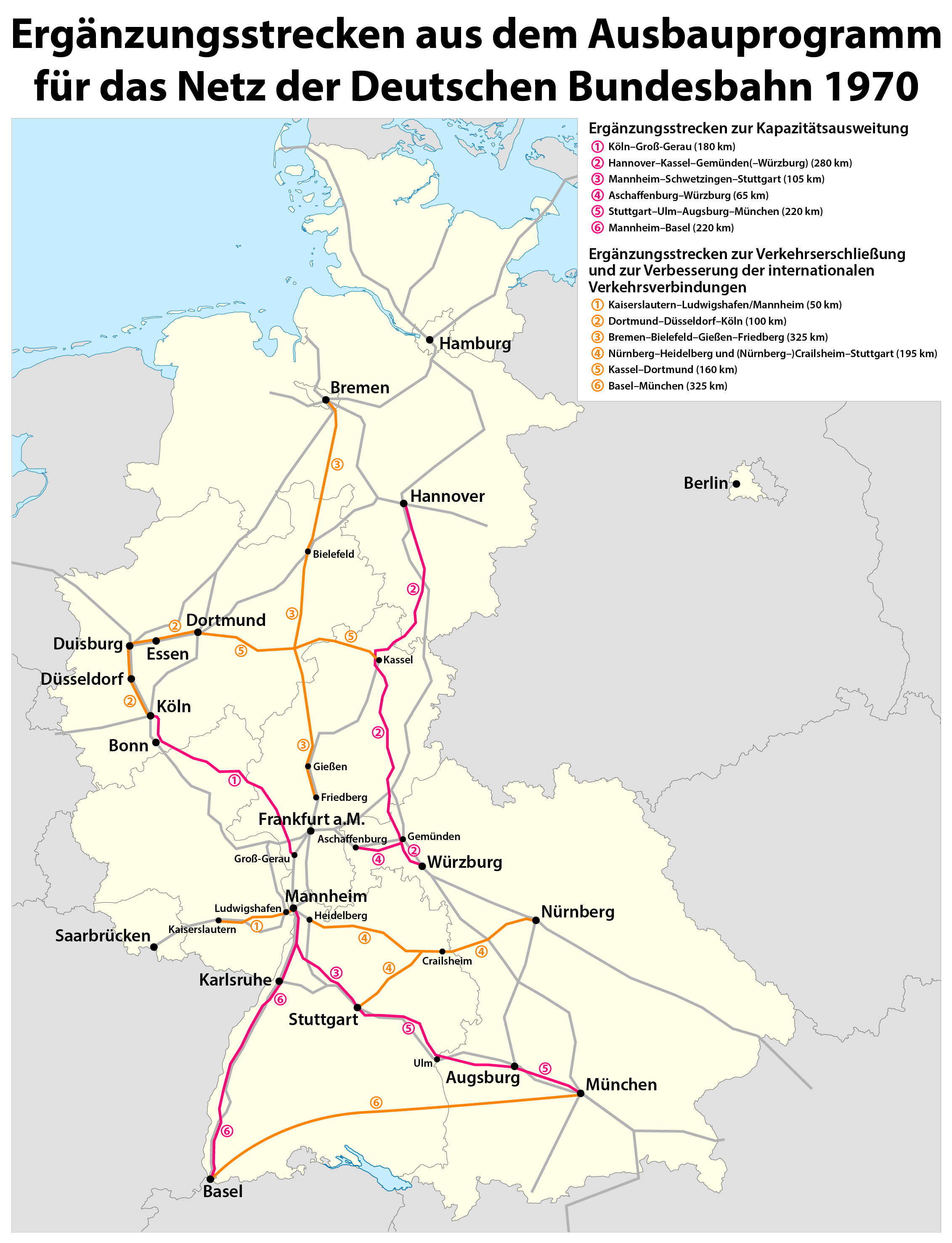
Ergänzungsstrecken aus dem DB-Ausbauprogramm 1970

Das Programm sah den Bau von sechs neuen Strecken zur Kapazitätsausweitung vor. Diese so genannten Ergänzungsstrecken sollten eine Gesamtlänge von 1.100 Kilometern umfassen:
- Köln–Groß-Gerau (180 km)
- Hannover–Kassel–Gemünden(–Würzburg) (280 km)
- Mannheim–Schwetzingen–Stuttgart (105 km)
- Aschaffenburg–Würzburg (65 km)
- Stuttgart–Ulm–Augsburg–München (220 km)
- Mannheim–Basel (220 km)

Weitere 1.100 km umfassten weitere sechs Ergänzungsstrecken zur Verkehrserschließung und zur Verbesserung der internationalen Verkehrsverbindungen:
- Kaiserslautern–Ludwigshafen/Mannheim (50 km)
- Dortmund–Düsseldorf–Köln (100 km)
- Bremen–Bielefeld–Gießen–Friedberg (325 km)
- Nürnberg–Heidelberg und (Nürnberg–)Crailsheim–Stuttgart (195 km)
- Kassel–Dortmund (160 km)
- Basel–München (325 km)

Die Ergänzungsstrecken wurden dort geplant, wo aus Sicht der DB nur der Bau eines dritten und vierten Gleises zur Schaffung der notwendigen Kapazität geeignet gewesen wäre. Dabei sei es nahe gelegen, die historisch gewachsenen Trassen zu verlassen und neue Trassen zur Erfüllung künftiger Anforderungen zu wählen. Den neuen Strecken lag dabei eine Entwurfsgeschwindigkeit von 300 km/h zu Grunde – die aus damaliger Sicht der DB auf absehbare Zeit noch wirtschaftliche Geschwindigkeit. Aus einer maximalen Überhöhung von 150 mm und einer nicht ausgeglichenen Seitenbeschleunigung von 0,65 m/s2 habe sich damit ein minimaler Bogenradius von 4.250 m ergeben. Die Gradiente wurde in der frühen Planung zunächst mit einer maximalen Steigung von 10 Promille (in Ausnahmefällen 12,5 Promille) geplant. Ende 1970 liefen dabei Untersuchungen, ob auch größere Steigungen zugelassen werden könnten. Das Lichtraumprofil sollte auf einer Höhe von 3,80 m über Schienenoberkante eine Breite von 4,40 m aufweisen und bei einer Höhe von 4,80 m dabei 3,40 m über die in der EBO festgesetzte Breite hinausgehen. Aufgrund der vergrößerten Lichtraumprofils sowie der Beanspruchung durch Druckwellen bei Zugbegegnungen wurde zunächst ein Gleismittenabstand von 5 m zu Grunde gelegt, der im Tunnel weiter vergrößert werden sollte. Durch Hochgeschwindigkeitsversuche sollte dabei auch die Frage geklärt werden, ob zwei- oder eingleisige Tunnelbauten wirtschaftlicher sind.
Anfang 1972 wurde den Strecken Hannover–Würzburg und Köln–Groß-Gerau die höchste Priorität zuerkannt. Als erste Maßnahme ging am 10. August 1973 die Neubaustrecke Hannover–Gemünden in Bau.

### Ausbaustrecken
Um ein durchgehendes Fernschnellnetz zwischen den Hauptwirtschaftsräumen der Bundesrepublik sowie auf Verbindungen mit Nachbarländern zu schaffen, wurde ein Ausbau von acht Strecken in einer Gesamtlänge von 1.250 km vorgeschlagen:
- Hamburg–Bremen–Osnabrück–Dortmund (335 km)
- Hamburg–Uelzen–Hannover (160 km)
- Dortmund–Hamm–Hannover–Braunschweig (260 km)
- Köln–Aachen (70 km)
- Flieden–Frankfurt am Main (85 km)
- (Frankfurt am Main–) Hanau–Aschaffenburg (20 km)
- Würzburg–Nürnberg–Augsburg (240 km)

Die zum Ausbau vorgesehenen Strecken wiesen aus Sicht der Staatsbahn auch nach einem Ausbau noch ausreichende Leistungsreserven auf. Vorgesehen waren dabei insbesondere Linienverbesserungen für eine Höchstgeschwindigkeit von 200 km/h. Die Ausbauten sollten bis 1985 realisiert werden.

### S-Bahn-Systeme
Neben den in Bau befindlichen S-Bahn-Systemen in Hamburg, München, Frankfurt und Düsseldorf, im Ruhrgebiet und in Stuttgart wurden für Köln, Mannheim/Ludwigshafen und Nürnberg neue Nahverkehrspläne entwickelt.

## Erste Realisierungsstufe
Analog zum Zweiten Ausbauprogramm für die Bundesfernstraßen war für die Realisierung einer ersten Stufe von Maßnahmen aus dem DB-Plan ein Zeitraum von 15 Jahren vorgesehen. Bis 1985 sollten dabei realisiert werden:
- Sieben Ergänzungsstrecken im Umfang von 950 km:
  - Köln–Groß-Gerau
  - Hannover–Kassel–Gemünden(–Würzburg)
  - Mannheim–Schwetzingen–Stuttgart
  - Aschaffenburg–Würzburg
  - Stuttgart–Ulm–Augsburg–München
  - Rastatt–Offenburg sowie
  - Karlsruhe–Ludwigshafen
- Ausbau von 1.250 km Bestandsstrecken (siehe oben)
- Verbesserung des Oberbaus auf 6.000 Kilometern Hauptstrecken
- Umstellung der Signaltechnik im gesamten Streckennetz der DB
- Elektrifizierung von 3.000 km
- Neu- und Ausbau von 19 großen Rangierbahnhöfen
- Ausbau von S-Bahnnetzen und leistungsfähigen Nahverkehrsstrecken
- Maßnahmen zur Verbesserung des Kombinierten Verkehrs
- Beseitigung von Bahnübergängen

Für die Realisierung der bis 1985 vorgesehenen Ergänzungsstrecken wurden 1970 insgesamt 13,2 Milliarden D-Mark angesetzt, für die Ausbaustrecken weitere zwei Milliarden DM. Unter die erste Dringlichkeitsstufe, die bis 1980 weitgehend realisiert werden sollte, wurden dabei die Strecken Köln–Groß-Gerau, Hannover–Kassel–Gemünden, Mannheim–Stuttgart und Aschaffenburg–Würzburg eingereiht. Für die Neubaustrecke Mannheim–Stuttgart wurde im Rahmen einer Kosten-Nutzen-Analyse mit 10,28 der höchste Nutzen-Kosten-Faktor unter den Neubauprojekten ermittelt.
Für die beiden Nord-Süd-Strecken Köln–Groß-Gerau und Hannover–Gemünden lief dabei Mitte 1971 die vertiefte Planung. Da die dazu notwendigen topografischen Karten im Maßstab 1:5.000 zum großen Teil fehlten, wurden diese mittels Luftbildmessung angefertigt.
In einer zweiten Stufe sollten bis 1985 die Ergänzungsstrecken Stuttgart–München, Rastatt–Offenburg und Ludwigshafen–Kaiserslautern folgen. Für die übrigen Ergänzungsstrecken war die Inbetriebnahme nach 1985 geplant.
Weite Teile des Programms flossen in den Bundesverkehrswegeplan von 1973 mit ein. Dieser sah im Zeitraum zwischen 1971 und 1985 Investitionen in das Schienennetz in Höhe von 31 Milliarden D-Mark vor. Im gleichen Zeitraum waren, im Rahmen des Zweiten Ausbauprogramms für die Bundesfernstraßen, Investitionen in die Bundesfernstraßen in Höhe von 125 Milliarden D-Mark vorgesehen.